# Alessandro Gamberini
Alessandro Gamberini (ur. 27 sierpnia 1981 w Bolonii) – włoski piłkarz występujący na pozycji środkowego obrońcy. Zawodnik Chievo.

## Kariera klubowa
Alessandro Gamberini zawodową karierę rozpoczynał w 1999 roku w zespole Bologna FC. W Serie A zadebiutował 9 stycznia 2000 roku w przegranym 1:3 spotkaniu z S.S. Lazio. W sezonie 1999/2000 rozegrał łącznie cztery ligowe pojedynki i razem z Bologną zajął jedenaste miejsce w tabeli Serie A. W sezonie 2002/2003 został wypożyczony do Hellasu Werona, dla którego rozegrał 20 meczów w Serie B. Po zakończeniu ligowych rozgrywek Gamberini powrócił do Bologny, w której grał przez kolejne dwa sezony. Łącznie dla tej drużyny włoski piłkarz rozegrał 78 ligowych spotkań.
W 2005 roku Gamberini podpisał kontrakt z Fiorentiną, która zapłaciła za niego trzy miliony euro. Pierwszy mecz w jej barwach rozegrał 21 września w wygranym 3:1 ligowym pojedynku przeciwko Lecce. W sezonie 2005/2006 Włoch zanotował 19 występów w Serie A, natomiast podczas rozgrywek 2006/2007 wystąpił już w 28 ligowych pojedynkach. 4 marca 2007 roku Gamberini strzelił dwa gole dla Fiorentiny w zwycięskim 5:1 meczu z Torino FC. 20 maja tego samego roku zdobył natomiast bramkę w zremisowanym 2:2 spotkaniu przeciwko Messinie. W sezonie 2008/2009 wychowanek Bologny rozegrał 34 pojedynki w Serie A i w środku obrony grał najczęściej z Duńczykiem Perem Krøldrupem.
13 lutego 2010 roku podczas przegranego 0:2 meczu z Sampdorią Gamberini doznał przemieszczania barku i według wstępnych diagnoz kontuzja ta wykluczy go z gry na 3 miesiące.

## Kariera reprezentacyjna
Gamberini ma za sobą występy w młodzieżowych reprezentacjach Włoch. Grał w zespołach do lat 18, do lat 20 oraz do lat 21, dla których łącznie rozegrał pięć spotkań.
W dorosłej reprezentacji Gamberini zadebiutował 17 października 2006 roku podczas wygranyego 2:0 meczu towarzyskiego z reprezentacją Republiki Południowej Afryki. W czerwcu 2008 roku piłkarz zastąpił kontuzjowanego Fabio Cannavaro w kadrze Włochów na mistrzostwa Europy. Na turnieju był rezerwowym i nie rozegrał ani jednego meczu. W 2009 roku Marcello Lippi powołał go do zespołu narodowego na Puchar Konfederacji.